# 美國海軍情報局
美國海軍情報局（The Office of Naval Intelligence，ONI）是美國海軍軍事情報機構。於1882年成立，主要是為了推動美國海軍現代化建設。它是美國情報界最古老的成員，也是美國海軍情報的首要來源。 自第一次世界大戰以來，其使命已經擴大到包括對外國海軍的發展和活動的即時報告、保護海洋資源和利益、監測和打擊跨國海事威脅、向美國海軍及其合作夥伴提供技術、運作和戰術支援，並對全球海洋環境進行調查。它在全球擁有超過3000名軍職和文職人員，總部設在馬里蘭州苏特兰的國家海事情報中心。

## 历史
第二次世界大战期间，与中华民国国民政府军事委员会调查统计局合作建立中美特种技术合作所，展开对日情报作战，曾破解日军电报密码，为美国在中途岛海战中取胜以及复仇行动中击毙日本海军联合舰队司令长官山本五十六海军大将起到了决定性作用。